# Pierre Duval (homme politique)
Pour les articles homonymes, voir Pierre Duval et Duval.
Pierre Duval est un homme politique français né le 10 avril 1738 à Folleville (Eure) et décédé le 10 juin 1814 au Theil-Nolent (Eure).
Vice-président du directoire du département, il est député de l'Eure de 1791 à 1792, siégeant dans la majorité. Il devient maire du Theil-Nolent de 1800 à 1813.

## Sources
- « Pierre Duval (homme politique) », dans Adolphe Robert et Gaston Cougny, Dictionnaire des parlementaires français, Edgar Bourloton, 1889-1891 [détail de l’édition]